# Quasi-Park Narodowy Kōya-Ryūjin
Quasi-Park Narodowy Kōya-Ryūjin (jap. 高野竜神国定公園 Kōya-Ryūjin Kokutei Kōen) – quasi-park narodowy w regionie Kinki na Honsiu (Honshū), w Japonii.
Park obejmuje tereny usytuowane w dwóch prefekturach: Wakayama oraz Nara, o łącznym obszarze 191,98 km².. Na terenie parku znajduje się zespół gór Kōya-san.
Park jest klasyfikowany jako chroniący krajobraz (kategoria V) według IUCN.
Obszar ten został wyznaczony jako quasi-park narodowy 23 marca 1967. Podobnie jak wszystkie quasi-parki narodowe w Japonii, jest zarządzany przez samorząd lokalny prefektury.